# Verghereto
Verghereto (romanyol nyelven Vargarêd) település Olaszországban, Emilia-Romagna régióban, Forlì-Cesena megyében. Lakosainak száma 1772 fő (2023. január 1.). Verghereto Badia Tedalda, Bagno di Romagna, Casteldelci, Pieve Santo Stefano, Sant'Agata Feltria, Sarsina és Chiusi della Verna községekkel határos.

## Népesség
A település lakossága az elmúlt években az alábbi módon változott:
| Lakosok száma | 1881 | 1860 | 1772 |
|               | 2017 | 2018 | 2023 |